# موراي ويلسون
موراي ويلسون هو لاعب هوكي الجليد كندي، ولد في 7 نوفمبر 1951 في تورونتو في كندا.

## وصلات خارجية
- موراي ويلسون على موقع دوري الهوكي الوطني (الإنجليزية)
- موراي ويلسون على موقع قاعة مشاهير الهوكي (لاعب أن.إتش.أل) (الإنجليزية)
- موراي ويلسون على موقع EliteProspects.com (الإنجليزية)
- موراي ويلسون على موقع Hockey-Reference.com (الإنجليزية)